# Џејми Андерсон
Џејми Андерсон (енгл. Jamie Anderson; Саут Лејк Тахо 13. септембар 1990) је америчка сноубордерка. Освојила је златну медаљу на Зимским олимпијским играма 2014. године у Сочију у Русији у дисциплини слоупстајл и поновила свој подвиг на Зимским олимпијским играма у Пјонгчангу у Јужној Кореји 2018. године, и тиме је постала прва сноубордерка која је освојила више од једне олимпијске златне медаље. У дисциплини биг ер дошла је до сребра. На Зимским играма екстремних спортова освојила је златне медаље у низу 2007, 2008, 2012, 2013. и 2018.